# 나쁜 엄마 (드라마)
《나쁜 엄마》는 2023년 4월 26일부터 2023년 6월 8일까지 방송된 JTBC 수목드라마다.

## 기획의도
자식을 위해 악착같이 나쁜 엄마가 될 수 밖에 없었던 ‘영순’과 아이가 되어버린 아들 ‘강호’가 잃어버린 행복을 찾아가는 감동의 힐링 코미디

## 제작진

### 제작사
- SLL
- 드라마하우스
- 필름몬스터

### 연출
- 심나연 : ( JTBC 금토드라마 《마녀보감》(공동연출), JTBC 금토드라마 《판타스틱》(조연출), JTBC 화요 웹드라마 《힙한 선생》(연출), JTBC 연말특집 2부작 드라마 《한여름의 추억》(연출), JTBC 월화드라마 《열여덟의 순간》(연출), JTBC 금토드라마 《괴물》(연출) 등 연출 )

### 극본
- 배세영 : ( 영화 《사랑방 선수와 어머니》(각본), 영화 《킹콩을 들다》(각본), 영화 《된장》(각색), 영화 《적과의 동침》(각본), 영화 《미쓰GO》(각색), 영화 《미나문방구》(각본), 영화 《우리는 형제입니다》(각본), 영화 《7년의 밤》(윤색), 영화 《바람 바람 바람》(각본), 영화 《원더풀 고스트》(각색), 영화 《완벽한 타인》(각본), 영화 《극한직업》(각색), 영화 《스텔라》(각본), 영화 《인생은 아름다워》(각본) 등 집필 )

## 등장 인물

### 주요 인물
- 라미란 : 진영순 역 - 행복한 돼지 농장 사장, 죽은 해식의 아내, 강호의 어머니.

세상의 모든 엄마는 나쁘다. 능력이 없어 자식에게 좋은 걸 해주지 못해 나쁘고, 능력이 많아 자식과 오랜 시간 함께 있어주지 못해 나쁘다. 너무 많은 관심과 사랑을 집착스레 쏟아부어 나쁘고, 무관심해서 나쁘다. 하기 싫은 공부를 억지로 시켜서 나쁘고, 하고 싶은 공부를 뒷바라지 못 해줘서 나쁘다. 건강한 식단, 꼼꼼히 영양을 따진 맛 없는 음식을 먹여 나쁘고, 달고 맛있는 음식, 인스턴트, 패스트푸드를 안 먹여 나쁘다. 왜 나를 낳아서... 나쁘고, 왜 엄마 인생도 아닌 내 인생에 목숨 걸어서 나쁘고, 미리미리 병원을 안 가 병을 키워서 나쁘다. 엄마는 늘 그렇게 자식의 온갖 원망과 투정을 받아내며 나쁜 엄마로 평생을 살아간다. 그리고... 여기 또 한 명의 나쁜 엄마가 있다. 어린 시절 화가가 꿈이었던 영순. 어린 나이에 눈 앞에서 부모님과 남동생을 교통사고로 잃는 아픔을 겪고 화가의 꿈을 접어야 했다. 하지만 천성이 당차고 야무진 영순. 가장 좋아하는 노래의 가사처럼 '나는 행복합니다~'를 매일 주문처럼 외치며 누구보다 야무지고 똑부러지게 하루하루를 살아가고 있다. 어느 날 영순은 자신이 일하는 사료가게의 단골손님인 젊은 돼지 농장 사장 해식에게 프로포즈를 받는다. 아기 돼지 목에 금반지를 달아 보낸 귀여운 청혼이었다. 영순은 해식과 결혼해 열심히 돼지 농장을 하면서 예쁜 자식을 낳고 행복하게 살고 싶었다. 하지만 세상은 돈 없고 힘 없는 사람들에게 그렇게 호락호락한 곳이 아니었다.
이 모든 것이 가난하고 무지하고 힘이 없었기 때문이라고 생각한 영순. 뱃속의 아이만큼은 훌륭한 법관으로 키워서 억울한 일 안 당하고 당당하게 이 세상을 살아가게 해 주고 싶었다. 그래서 독하게 마음먹고 악착같이 공부를 시켰다. 공부.. 공부.. 공부.. 영순은 남들 다 가는 소풍 한 번을 보내주지 않았다. 배부르고 등 따시면 게을러진다고 밥 한번 배불리, 방 한번 뜨뜻하게 해주지도 않았다. 엄마를 닮아 미술에 소질이 있는 아들 강호의 재능을 모른척 했고 친구나 TV, 컴퓨터는 커녕 딴짓을 할까봐 아예 강호 방 문짝을 떼어내 버렸다. 때로는 미안했고 때로는 약해지기도 했다. 하지만 이 모든 것이 강호를 위한 일! 앞에선 강호의 눈물을 쏙 빼놓고, 돌아서선 남몰래 눈물을 닦았다. 결국, 강호는 영순이 그토록 원하던 검사가 되었고 영순은 이제 자신이 할 일은 끝났다고 생각했다. 강호가 뜻밖의 사고로 아이가 되어버리기 전까지는.
- 이도현 : 최강호 역 - 해식과 영순의 아들, 서울중앙지검 검사. 미주의 연인. 삼식의 친구. 하영의 옛연인.

만일 누군가 '순자'의 성악설을 뒷받침할 근거가 무엇이냐고 묻는다면... '자. 이 사람을 보시오!' 하고 자신 있게 말 해도 될 만큼 강호는 나쁜 놈이다. 공명정대하지도 정의롭지도 않은 서울중앙지검 검사. 강한 자의 편에 서서 약한 자를 괴롭히는 안타고니스트의 전형. 웬만한 드라마라면 주인공을 괴롭히는 절대악으로 나와 권선징악의 주제를 몸소 체현하고 처절하게 응징당해야 마땅할 그런 캐릭터 말이다. 사람들은 그런 강호를 보며 '성공을 위해서라면 지 애미도 팔아먹을 놈' 이라고 수군댔다. 강호는 태어나는 순간부터 아버지가 없었다. 그리고... 태어나는 순간부터 '검사' 라는 직업이 정해져 있었다. 강호의 엄마는 그 모든 이유를 '우리가 돈이 없고 힘이 없기 때문'이라고 했다. 돈이 없고 힘이 없는 건 분명해 보였다. 돼지 농장 하는 엄마 덕분에 성냥개비 같이 깡마른 강호의 별명은 '돼지새끼'였고 늘 돼지 똥냄새가 난다며 놀림을 당했다. 하지만 강호는 신경 쓰지 않았다.
아니, 신경 쓸 겨를이 없었다. 자신에게 주어진 이 모진 운명을 이해하고 자시고 할 여력 따위도 없었다. 덕분에 강호는 무럭무럭 독해졌고 그렇게 검사가 되었다.
- 안은진 : 이미주 역 - 네일 아티스트, 강호의 고향 친구이자 연인. 정 씨의 딸.

미주는 착하다. 그래서 불의를 참지 못한다. 엄마를 두고 바람이 난 아빠를 찾아가 멱살을 잡았고, 청담동 에스테틱에서 자신에게 발길질을 한 오태수의 외동딸에게 맞발길질을 날려줬으며, 성희롱을 일삼는 남자 손님의 손가락을 살포시 분질러 주었다. 미주가 네일 아티스트가 된 이유는 엄마 때문이었다. 춤바람 난 아빠를 찾아가 소리소리 질렀을 때 미주에게 초콜릿을 내밀던 아빠의 파트너. 그녀의 하얗고 예쁜 손에 칠해진 매니큐어를 보고 숨이 멎는 듯했다. 엄마에게선 단 한 번도 본 적이 없는 손이었다. 엄마는 매일 밤낮으로 밭에서 일만 했다. 고추를 심고, 마늘을 심고, 배추를 심고, 열무를 심고 또 고추를 따고, 마늘을 따고, 배추를 뽑고, 열무를 뽑고.. 그러느라 굳은살이 박이고 꼬질꼬질 흙 때가 끼어서 때수건으로 문질러도 하얘지지 않았다. 미주는 그런 엄마가 너무 안 돼서 이 담에 크면 꼭 네일 아티스트가 돼서 매일매일 엄마 손에 형형색색 예쁜 매니큐어를 발라주고 반짝이는 큐빅을 달아주리라 마음 먹었다.
그러면.. 엄마도 행복해질 거라고 생각했다. 그리고 어쩌면... 진짜진짜 어쩌면... 아빠도 집으로 다시 돌아올 거라고 믿었다.
- 유인수 : 방삼식 역 - 강호와 미주의 동창, 청년회장과 박 씨의 외아들.

어릴 적부터 쭈욱 미주를 짝사랑하는 나름 순정마초맨. 껄렁거리고 무식한 스타일로 절도죄로 복역했다가 출소한 지 며칠 안 되었다. 보는 사람마다 언제 사람 되냐며 혀를 끌끌 차는 조우리 사고뭉치.

### 악의 축
- 최무성 : 송우벽 역 - 우벽그룹 회장.

온갖 불법적인 악행을 저지르며 우벽그룹 회장이 된 입지전적인 인물. 유력한 대선 주자인 오태수 의원과의 커넥션을 위해 강호를 이용하기로 한다. 하지만 강호가 뜻밖의 사고를 당해 오태수의 약점을 잡을 증거자료가 사라지자 소 실장과 차 대리를 강호의 고향 ‘조우리’로 급파한다. 자신의 이익을 위해 강호를 이용하는 비열한 인물.
- 정웅인 : 오태수 역 - 검사 출신 국회의원, 하영의 아버지.

송우벽과 악의 축을 이루는 쌍두마차. 송우벽을 견제하며 유력 대권주자로서의 탄탄대로 행보를 걷고 있다. 강호에게 약점이 잡혀, 어쩔 수 없이 강호와 자신의 무남독녀 하영을 결혼시키기로 약속한다.
- 홍비라 : 오하영 역 - 태수의 딸, 강호의 전 약혼녀.

오태수의 딸이자 강호의 전 약혼녀.
- 최순진 : 소지석 역, 박천 : 차승언 역 - 송우벽의 하수인들.

송우벽 밑에서 일하는 인물들로 어마무시한 싸움 실력을 소유하고 있으나 정체를 숨기기 위해 순진한 귀농 청년들 행세를 한다. ‘나는 누군가... 또 여긴 어딘가...’를 끝없이 고민하게 되는 미워할 수 없는 캐릭터들.
- 기은세 : 황수현 역 (†) - 태수의 내연녀. (특별출연)

오태수가 우벽그룹의 뒤를 봐 주던 검찰총장시절, 우벽그룹에서 송우벽의 비서로 일하다가 오태수의 수행비서가 된다. 대권에 도전하려는 오태수에게 결국 버림받는 인물.

### 조우리 사람들
- 김원해 : 이장 역 - 마을 이장

조우리의 대소사를 관장하는 마을 사람들의 정신적 지주, 자녀는 없지만 아내와 금슬이 좋다.
- 박보경 : 이장 부인 역 - 호랑이 엄마

항상 팩을 붙이고 다녀 드라마 내내 얼굴을 알 수 없다, 늘 애완견을 안고 다니며 입바른 소리를 해서 마을 사람들을 기겁하게 만든다.
- 강말금 : 정 씨 역 - 미주의 어머니, 영순의 이웃. 예진과 서진의 할머니.

춤바람 난 남편은 진즉에 죽고, 미혼모가 된 미주의 쌍둥이 남매 예진, 서진을 키우고 있다. 한 날, 한 곳에서 낳은 기막힌 인연 때문인지 영순에 대한 애정이 남다르다. 마음이 따뜻하고 정이 많다.
- 서이숙 : 박 씨 역 - 삼식의 어머니, 영순의 이웃.

애처가 남편 청년 회장과 함께 방앗간을 운영한다. 늘 교도소를 들락거리는 아들을 둔 입장에서 영순에 대해 부러움 반, 질투 반이다. 아들을 엄청 사랑하지만 늘 그녀의 표현은 등짝스매싱.
- 장원영 : 청년 회장 역 - 박 씨의 남편, 삼식의 아버지. 방앗간 사장.

박 씨의 남편이자 삼식이 아빠. 조우리의 브레인답게 늘 어려운 문제를 솔선수범 해결한다. 속 깊고 정 많은 재치꾼. 나름 얼리어답터다.
- 이상훈 : 양씨 역 - 양조장 박수무당.

양조장 주인, 무당 꽃선녀, 조우리 부동산, 하숙집 주인 등 조우리에서 많은 분야에 관여하고 있다.
- 기소유 : 이예진 역, 박다온 : 이서진 역 - 미주의 쌍둥이 남매

강호의 베프, 엄마 아빠가 미국에서 돈 많이 벌어서 돌아올 거라고 믿고 있는 아이들. 늘 아빠를 '개잡놈의 호로새끼'라고 욕하는 할머니 정씨와 살고 있다. 야물딱진 예진은 강호를 좋아하고, 순하고 눈치가 빠른 서진은 어른스럽다.
- 백현진 : 트롯 백 역 - 표절 작곡가

전국 최대 규모 트롯 콘서트 홀을 짓겠다는 야심을 가지고 고향 조우리로 내려 온 작곡가, 영순네 돼지 농장 자리를 뺏고 싶어 온갖 계략을 꾸리며 영순을 괴롭힌다.

### 그 외 인물
- 오하늬 : 선영 역 - 미주와 네일샵을 함께 운영하는 동업자.
- 미상 : 의사 역
- 미상 : 덤프트럭 운전기사의 아내 역
- 미상 : 손님 역
- 미상 : 선영의 모(母) 역
- 미상 : 괴한 역
- 조쉬 뉴튼 : 안드리아 역
- 미상 : 하수인 역
- 미상 : 서울집 경비 역
- 성노진 : 이재규 역 - 서울중앙지검 부장
- 신현용 : 정종구 역 - 윤재민의 살인죄를 대신 뒤집어쓰고 수감된 인물
- 미상 : 가사도우미 역
- 미상 : 배 주인 역

### 특별출연
- 조진웅 : 최해식 역 (†) - 영순의 남편, 강호의 아버지.
- 이주실 : 미주의 할머니 역
- 이도엽 : 미주의 아버지 역
- 신승호 : 조우리 민원실의 축산계장 역
- 이규회 : 삼식을 협박하던 동네 건달 역
- 김선화 : 병원 보호자 역
- 백현주 : 병원 보호자 역
- 이아진 : 강호 맞선녀 역
- 류승룡 : 양복점 재단사 역

## 시청률
아래의 파란색 숫자는 '최저 시청률'이고, 빨간색 숫자는 '최고 시청률'입니다. 시청률조사회사와 지역별로 시청률에 차이가 있을 수 있습니다.
| 2023년 | 2023년   | 2023년         | 2023년       |
| 회차   | 방송일   | AGB 시청률     | AGB 시청률   |
| 회차   | 방송일   | 대한민국(전국) | 서울(수도권) |
| ------ | -------- | -------------- | ------------ |
| 제1회  | 4월 26일 | 3.588%         | 4.166%       |
| 제2회  | 4월 27일 | 4.310%         | 4.836%       |
| 제3회  | 5월 3일  | 5.706%         | 6.428%       |
| 제4회  | 5월 4일  | 7.033%         | 7.596%       |
| 제5회  | 5월 10일 | 6.670%         | 6.666%       |
| 제6회  | 5월 11일 | 7.701%         | 8.056%       |
| 제7회  | 5월 17일 | 7.494%         | 8.153%       |
| 제8회  | 5월 18일 | 8.446%         | 9.526%       |
| 제9회  | 5월 24일 | 9.439%         | 9.604%       |
| 제10회 | 5월 25일 | 9.956%         | 10.553%      |
| 제11회 | 5월 31일 | 10.257%        | 10.648%      |
| 제12회 | 6월 1일  | 10.998%        | 12.339%      |
| 제13회 | 6월 7일  | 10.592%        | 11.097%      |
| 제14회 | 6월 8일  | 12.032%        | 13.604%      |

## 참고사항
- 김원해와 이도현은 2021년에 방송된 KBS2 월화드라마 《오월의 청춘》 이후로 2년만에 재회하는 작품이다.
- 제 36회 한국방송작가상 드라마 부문 후보에 올랐으나 작가가 방송작가협회 회원이 아니라는[1] 이유로 탈락했다.